# Radix
A radix, vagy más néven alapszám, egy számrendszer alapját képezi.
Egy számrendszerben a radix hatványainak összege adja ki az adott számot.
A radix szó a latinból származik, melynek jelentése: gyökér, eredet.
Az általánosan használt tízes (decimális) számrendszerben a radix 10. Itt minden szám a 10 hatványaival fejezhető ki.
Például: {\displaystyle 213=2\,\cdot 10^{2}+1\,\cdot 10^{1}+3\,\cdot 10^{0}}
A kettes (bináris) számrendszerben, mely a digitális elektronikában használatos, a radix kettő.
Így : {\displaystyle 213=(11010101)_{2}=1\,\cdot 2^{7}+1\,\cdot 2^{6}+0\,\cdot 2^{5}+1\,\cdot 2^{4}+0\,\cdot 2^{3}+1\,\cdot 2^{2}+0\,\cdot 2^{1}+1\,\cdot 2^{0}}
A radix általában természetes szám, de elvileg lehet nem természetes szám is, bár az ilyen számrendszereknek gyakorlati haszna alig van.
Az ismertebb számrendszerek:
| Radix | Név                                              | Leirás |
| ----- | ------------------------------------------------ | --- |
| 10    | Decimális rendszer (tízes számrendszer)          | A legelterjedtebb számrendszer. Tíz számjegye: "0–9".                                                                                   |
| 12    | Duodecimális rendszer                            | Ma már nem használják, a tucattal való számolásnál volt használatos. Számjegyei: "0-9" valamint "A" és "B" betűk.                       |
| 2     | Bináris rendszer (kettes számrendszer)           | Számítógépekben általánosan használt számábrázolás. A két számjegy: "0" és "1", mely a kapcsolóelemek "be" és "ki" állapotát fejezi ki. |
| 16    | Hexadecimális rendszer (tizenhatos számrendszer) | Számítástechnikában használatos, számjegyei: "0–9" és "A–F".                                                                            |
| 8     | Oktális rendszer (nyolcas számrendszer )         | Számítástechnikában használatos, számjegyei: "0–7".                                                                                     |
| 60    | Szexagezimális rendszer (hatvanas számrendszer)  | A sumereknél volt használatos ez a számrendszer, ma polárkoordináta-rendszereknél, és egyes időmérő rendszereknél használják.           |
| 64    | 64-es számrendszer                               | A számítástechnikában használják, számjegyei: "A–Z", "a–z", "0–9", plusz két karakter: "+" és "/".                                      |
| 256   | Bájt-típusú számrendszer                         | Számítógépek belső hálózatánál alkalmazzák.                                                                                             |